# Guy-Max Hiri
Guy-Max Hiri est un artiste peintre, dessinateur et lithographe français né Guy De Luca à Paris 9e le 29 mai 1928 et mort à Paris 15e le 26 octobre 1999.

## Biographie

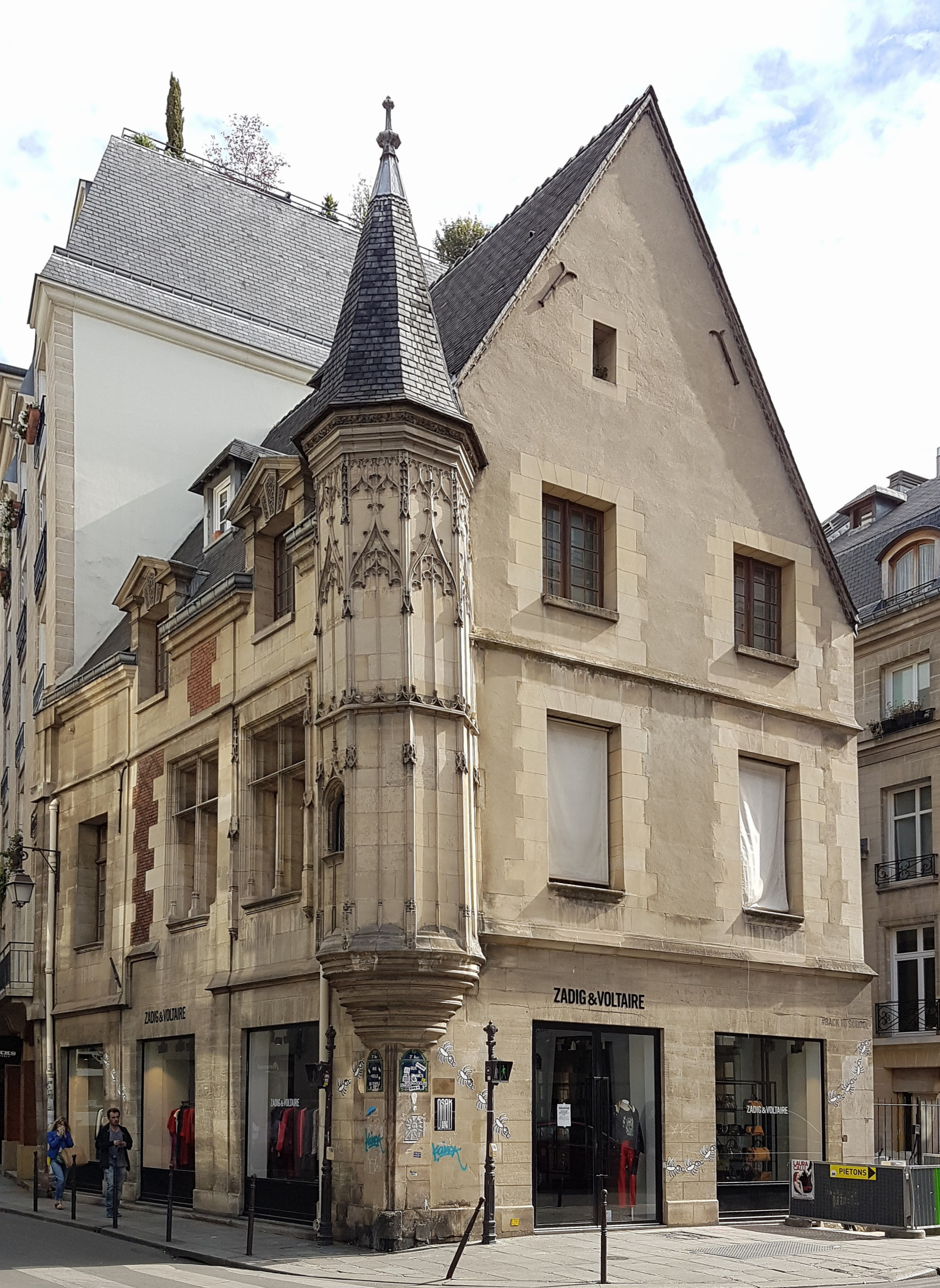
Hôtel Hérouet, Paris.

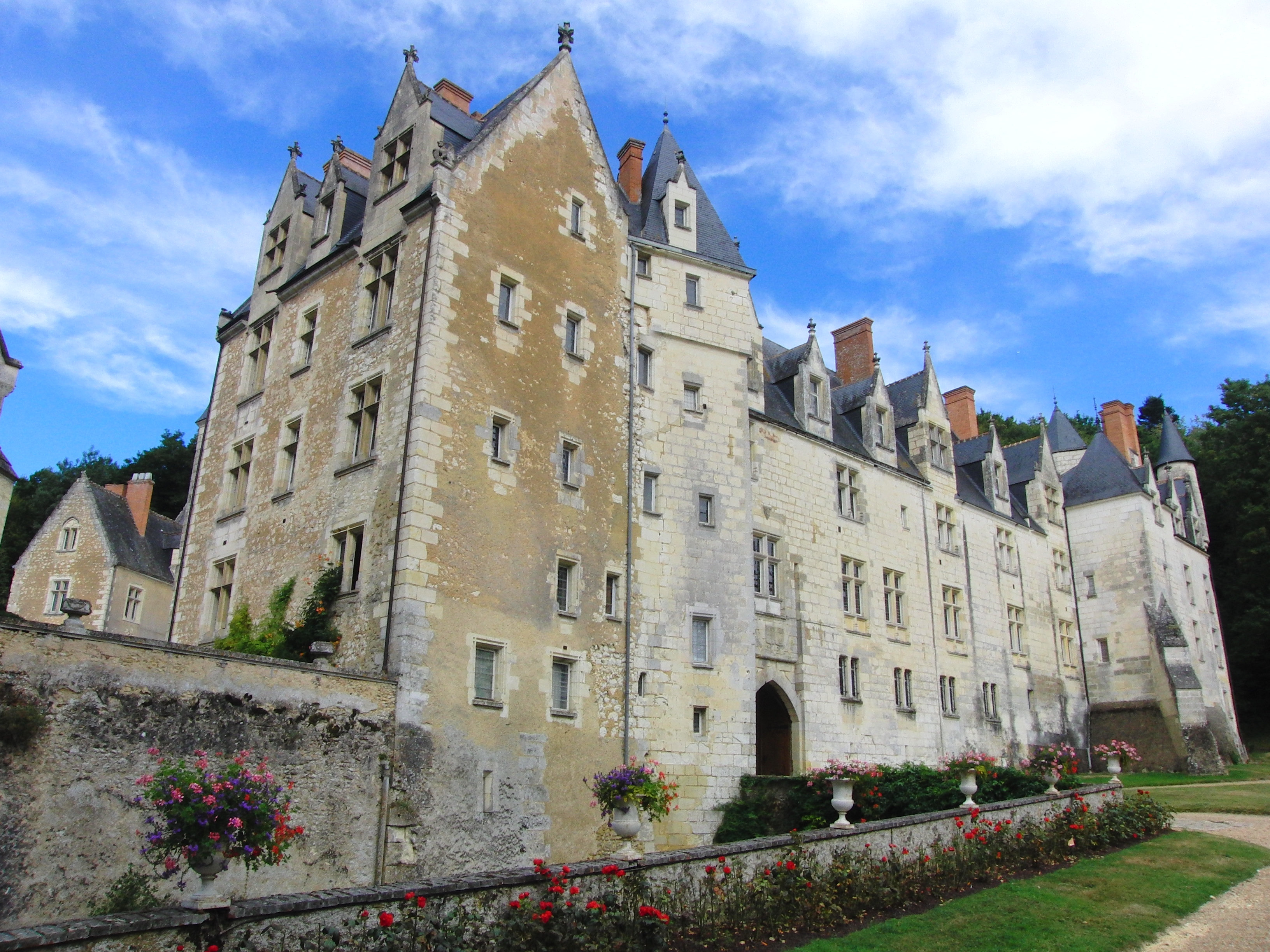
Château de Courtanvaux, Bessé-sur-Braye.

Guy-Max Hiri reçoit les conseils de Jean Metzinger, Yves Brayer et Henri Goetz.
Il s'installe en l'hôtel Hérouet, au 54, rue Vieille-du-Temple dans le 3e arrondissement de Paris, où, en 1972, il crée la galerie de tableaux qui sera son lieu d'exposition permanente en même temps qu'il y présente d'autres artistes et qu'en la cave voûtée il accueille des événements liés au théâtre, à la poésie et à la musique : Marcel Penasse y met en scène Pourquoi tu pleures, dis pourquoi tu pleures ? Parce que le ciel est bleu... Parce que le ciel est bleu de Franck Venaille, Martine de Breteuil y propose son montage poétique Les dames de poésie, Le trio Revival y interprète Jean-Sébastien Bach. La presse fait état d'un conflit immobilier amenant Guy-Max Hiri à entamer une grève de la faim en 1974.
Les traits de Guy-Max Hiri nous sont restitués par le portrait qu'en a brossé Hélène Augé en 1993.

## Expositions

### Expositions personnelles
- Château de Courtanvaux, Bessé-sur-Braye, 1973.
- Société de ventes aux enchères Millon, vente de l'atelier Guy-Max Hiri, Hôtel Drouot, Paris, 11 octobre 2010[5].

### Expositions collectives
- Salon des indépendants, Paris, 1986, Fleur d'été, acrylique, 92x73cm.
- De Bonnard à Baselitz - Dix ans d'enrichissements du cabinet des estampes, Bibliothèque nationale de France, Paris, 1992[6].

## Réception critique
- « Ses deux thèmes favoris sont le nu féminin et le cheval. Il les dessine et peint au couteau, donc en touches épaisses, et dans des coloris violemment contrastés. Il peint aussi des bouquets de fleurs et des paysages. ». - Dictionnaire Bénézit[2]
- « Chaque fois que l'œil de Hiri se pose, il naît. Il voit. Il crée ce qui existe dans la lointaine alchimie que son génie lui propose. Et il ressent ce qui lui est donné. Ce don de puissance qui lui permet d'aborder, vierge, ce que nul autre ne peut voir, l'alchimie de la procréation. Il sait que cette forme existe et qu'il est là pour l'accoucher dans sa puissance neuve. » - Dony d'Auteuil[7]

## Collections publiques
- Département des estampes et de la photographie de la Bibliothèque nationale de France, Paris, quatre lithographies dont Cavales, 1972[6].